# Michel Laub

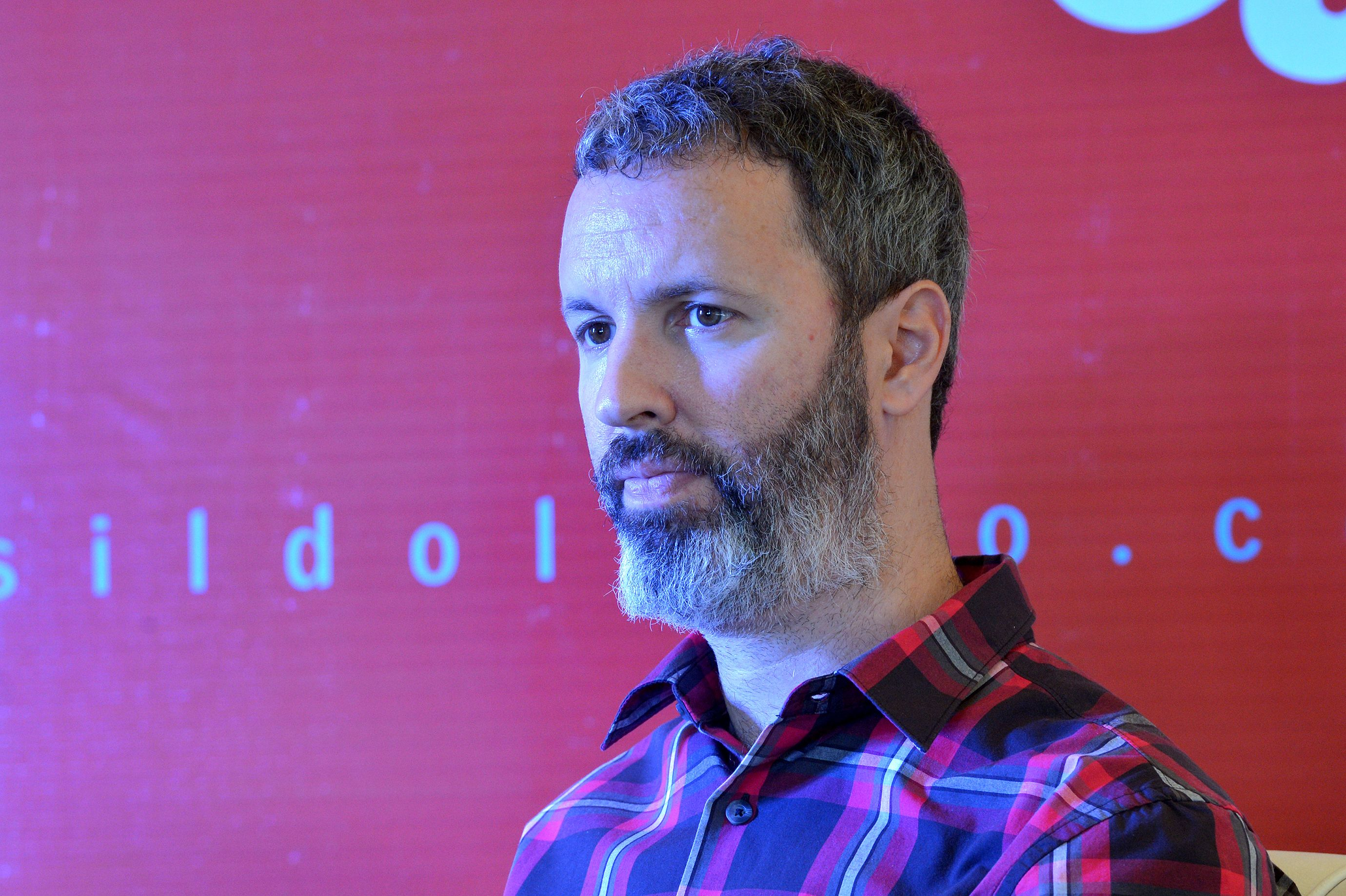
Michael Laub, 2. Bienal Brasil do Livro e da Leitura de Brasília, April 2014

Michel Laub (* 1973 in Porto Alegre, Rio Grande do Sul) ist ein brasilianischer Schriftsteller.

## Biografie
Michel Laub studierte zunächst Jura an der Bundesuniversität von Rio Grande do Sul (UFRGS). Ein gleichzeitiges Journalistikstudium brach er ab und arbeitete bis 1997 als Rechtsanwalt in Porto Alegre.
Als Journalist schrieb er über Politik und Wirtschaft in Zeitschriften wie CartaCapital und República. 1997 zog er nach São Paulo und begann in der Redaktion der Kulturzeitschrift Bravo! zu arbeiten, deren Chefredakteur er wurde. 1998 veröffentlichte er seinen ersten Erzählband Não Depois do que Aconteceu Heute lebt er als freier Journalist und Schriftsteller in São Paulo.
Sein erster Roman Música Anterior (2001), für den er von dem Verlag Companhia das Letras in São Paulo unter Vertrag genommen wurde, erhielt den Nachwuchspreis Prêmio Érico Veríssimo des brasilianischen Schriftstellerverbandes União Brasileira de Escritores. 2005 erhielt er ein Stipendium der Fundação Vitae, das ihm ermöglichte, seinen zweiten Roman O Segundo Tempo (2006) zu schreiben. Sein fünfter Roman Diário da queda (2011, deutsch Tagebuch eines Sturzes) erhielt 2012 den Prêmio Brasília de Literatura sowie den Prêmio Bravo!, war für zahlreiche brasilianische Literaturpreise nominiert und wurde in mehrere Sprachen übersetzt. Es ist ein Generationenroman, der von einem Großvater handelt, der nie über seine Zeit im KZ Auschwitz noch über seine Emigration nach Brasilien erzählt, von einem Vater, der an Alzheimer erkrankt und vom Ich-Erzähler, der das im Titel erwähnte Tagebuch schreibt. 2016 erreichte Diary of the Fall die Shortlist des International DUBLIN Literary Award.

## Werke
- 1998: Não Depois do que Aconteceu. Instituto Estadual do Livro, Porto Alegre 1998.[2] Kurzgeschichten
- 2001: Música anterior. Companhia das Letras, São Paulo 2001. Roman
- 2004: Longe da água. Companhia das Letras, São Paulo 2004, ISBN 85-359-0481-6. Roman
- 2006: O segundo tempo.  Companhia das Letras, São Paulo 2006, ISBN 85-359-0924-9. Roman
- 2009: O gato diz adeus. Companhia das Letras, São Paulo 2009, ISBN 978-85-359-1421-4. Roman
- 2011: Diário da queda. Companhia das Letras, São Paulo 2011, ISBN 978-85-359-1817-5. Roman
  - deutsche Ausgabe: Tagebuch eines Sturzes. Deutsch von Michael Kegler. Klett-Cotta 2013, ISBN 978-3-608-93972-9.
- 2013: A maçã envenenada. Companhia das Letras, São Paulo 2013, ISBN 978-85-359-2311-7. Roman